# Portunus trituberculatus
Crabe gazami
Espèce
Synonymes
- Neptunus trituberculatus Miers, 1876[1]
- Portunus (Portunus) trituberculatus (Miers, 1876)[1]

Portunus trituberculatus, communément appelé le Crabe gazami, est une espèce de crabes de la famille des Portunidae.

## Systématique
L'espèce Portunus trituberculatus a été décrite pour la première fois en 1876 par le carcinologiste britannique Edward John Miers (d) (1851-1930) sous le protonyme de Neptunus trituberculatus,.
Pour mieux comprendre le développement, l'évolution et la reproduction des espèces, un génome de référence a été séquencé, s'assemblant à une taille de 1,0 Go et s'ancrant à 50 chromosomes. Et démontrant qu'il a divergé du crabe chinois il y a environ 183,5 millions d'années.[réf. nécessaire]

## Répartition
Portunus trituberculatus est une espèce marine qui se rencontre dans les océans Indien et Pacifique ouest. Elle est présente depuis le niveau de la mer jusqu'à une profondeur de 50 m. Sa zone de confort se situe aux environs de 24 °C.

## Description
La carapace peut atteindre 15 cm de large et 7 cm d'avant en arrière.
Portunus trituberculatus se distingue de Portunus armatus étroitement apparenté (et également largement pêché) par le nombre de dents larges sur le devant de la carapace (trois chez P. trituberculatus , quatre chez P. armatus ) et sur le bord intérieur du merus (quatre chez P. trituberculatus, trois chez P. armatus)[réf. nécessaire].

## Portunus trituberculatuset l'Homme
Portunus trituberculatus est l'espèce de crabes la plus pêchée au monde[réf. nécessaire].

## Étymologie
Son épithète spécifique, du latin tri, « trois », et tuberculatus, « tubercules », fait référence aux trois tubercules présents au centre de sa carapace et y formant un triangle, l'un au-dessus de l'estomac, les deux autres, en arrière, au niveau du cœur.

## Publication originale
- (en) Edward J. Miers, « XXII.—Descriptions of some new species of Crustacea, chiefly from New Zealand », Annals and Magazine of Natural History, Londres, Taylor & Francis, vol. 17, no 99,‎ mars 1876, p. 218–229 (ISSN 0374-5481, OCLC 1481361, DOI 10.1080/00222937608681934, lire en ligne).